# United Japan Pro-Wrestling
United Japan Pro-Wrestling (jap. 日本プロレスリング連盟; Nihon Puroresuringu Renmei; UJPW) – japońska grupa przemysłowa (konglomerat) zrzeszająca największe organizacje promujące wrestling w Japonii (puroresu) i będąca ciałem reprezentującym japoński wrestling zarówno w kraju jak i poza granicami Japonii, założona 15 grudnia 2023. Wiodącą organizacją wrestlingu w tej grupie stanowi federacja New Japan Pro-Wrestling (NJPW) jako największa organizacja promująca puroresu w Japonii. Prezesem przedsiębiorstwa został wrestler Hiroshi Tanahashi.

## Zrzeszenie przedsiębiorstwa

### Tło
Konglomerat japońskich organizacji wrestlingu powstał jako odpowiedź na kryzys społeczno-gospodarczy wywołany pandemią COVID-19 w latach 2020–2021 na terenie Japonii. Głównym celem zawiązania się grupy japońskich przedsiębiorstw zajmujących się rozrywką sportową w obszarze japońskiego puroresu było wypracowanie praktyk operacyjnych pomiędzy różnymi japońskimi promocjami wrestlingu, a także skutecznej komunikacji z władzami krajowymi i gminnymi, aby lepiej przewidywać przyszłe zmiany społeczne i dostosowywać się do nich. Grupa ma być reprezentacją rzeczników producentów wydarzeń wrestlingowych w Japonii oraz publicznym symbolem zbiorowego wrestlingu w tym kraju. 
Do głównych zadań zrzeszenia należeć ma współpraca i wymiana informacji pomiędzy japońskimi federacjami wrestlingu, wzmacnianie powiązań pomiędzy różnymi sektorami przemysłowymi, dzielenie się zasobami i praktykami (know-how) oraz rozwijanie obecności japońskiego przemysłu puroresu w japońskiej kulturze. 

### Założenie
Członkowie grupy zachowają swoją indywidualną tożsamość biznesową i konkurencję na rynku, jednak celem grupy ma być zapewnienie przestrzeni do dyskusji na temat zagadnień dotyczących całej branży związanej z puroresu oraz wymiany informacji w interesie utrzymania jej rozwoju. Utworzenie konglomeratu zostało upamiętnione galą wrestlingu, która odbyła się 6 maja 2024 roku w hali Nippon Budokan pod sztandarem United Japan Pro-Wrestling.
17 lipca 2024 roku UJPW zorganizowało walne zgromadzenie w Tokio, na którym World Woman Pro-Wrestling Diana i Kyushu Pro-Wrestling zostały przyjęte do stowarzyszenia. Również na tym spotkaniu Sanshiro Takagi został ogłoszony rzecznikiem UJPW, a Ryota Chikuzen, Ryo Saito i Naoki Sugabayashi zostali ogłoszeni powiernikami stowarzyszenia.
W skład United Japan Pro-Wrestling weszło dziewięć japońskich federacji wrestlingu:

- New Japan Pro-Wrestling (NJPW)
- All Japan Pro Wrestling (AJPW)
- Pro Wrestling Noah
- DDT Pro-Wrestling
- Ganbare Pro-Wrestling
- Big Japan Pro Wrestling
- Dragongate
- World Wonder Ring Stardom
- Tokyo Joshi Pro-Wrestling
- World Woman Pro-Wrestling Diana
- Kyushu Pro-Wrestling